# Calle San Luis (Rosario)
La calle San Luis es una de las arterias más antiguas de la ciudad de  Rosario, provincia de Santa Fe, Argentina. En el tramo que corre por el centro de la ciudad, se caracteriza por la cantidad de locales comerciales, principalmente relacionados al rubro textil e indumentaria, que se ubican sobre ella.

## Características
San Luis corre de este a oeste desde la altura 400 hasta 5700, paralela, 200 m al sur, de calle Córdoba.

## Historia
Durante gran parte del siglo XIX, la justicia condenaba a reos a trabajos públicos, y, desde la creación de la Municipalidad de Rosario en 1860, ésta no fue la excepción, poniéndose a su disposición presos, que eran destinados en la mayor parte de las veces a abrir bajadas al río Paraná, haciendo desmontes en las barrancas. La bajada de la calle San Luis fue una de las realizadas por los convictos siendo comenzada en 1876 y concluida un año más tarde.
En 1905 se le impuso oficialmente el nombre a través de la ordenanza N° 3 en mención de la provincia argentina del mismo nombre y su capital.
Con la inmigración de principios de siglo XX comenzaron a llegar a Rosario gran cantidad de personas de origen sirio, libanés, palestino y judío, y de otras partes del mundo, que de a poco fueron asentando, tanto hogares, como locales comerciales sobre calle San Luis, desde calle Corrientes hasta calle Moreno, transformando la zona en un "pequeño Once".

## Señal urbana
En abril de 2009 se inauguró, en la esquina de calles San Luis y Dorrego la obra ganadora del concurso "Un lugar en el mundo", organizado por la Oficina de Derechos Humanos y la Dirección de Diseño e Imagen Urbana, dependientes de la Secretaría de Cultura municipal.
La obra, del artista León Carpman, esta elaborada en bronce, incrustada en la vereda y reúne en un mismo diseño las letras bet (del alfabeto hebreo) y la letra ba (del alfabeto árabe), las cuales, en cada uno de los idiomas, dan origen a la palabra hogar.